# Spirit of Survival
A Spirit of Survival a Yes Magnification című albumának második száma, melyet Jon Anderson, Chris Squire, Alan White, Steve Howe és a lemezen szereplő szimfonikus zenekar karmestere, Larry Groupé írt.
A számban csak White szólama egyszerűbb, míg a többi zenész nagyon bonyolult feladat elé áll a dal eljátszása előtt, ám ez teszi a Spirit of Survival-t olyan monumentálissá.
Érdekes, hogy a Magnification turnéján készített Symphonic Live címmel kiadott DVD-n nem szerepel.

## Közreműködő zenészek
- Jon Anderson – ének
- Chris Squire – basszusgitár
- Steve Howe – gitár
- Alan White – dob

egy szimfonikus zenekarral együtt.

## Egyéb kiadványokon
- Essentially Yes (az egész Magnification hallható rajta)

## Külső hivatkozások
- Dalszöveg